# Guy (prénom)
Pour les articles homonymes, voir Guy, Saint Guy et Saint-Guy.
Cette page présente le prénom Guy ainsi que ses variantes.
Guy ou Gui est un prénom masculin d'origine germanique et fêté le 12 juin.

## Occurrence
En France, le prénom connaîtra au XXe siècle son pic de popularité dans les années 1940.

## Étymologie
Guy est d'origine germanique. Il est issu du radical wid- « bois, forêt » (peut-être en référence au bois sacré), suivi du suffixe -o utilisé pour la formation des noms de personnes du germanique continental.

## Variantes

### Variantes latines
Le nom est latinisé en Guido ou Wido et parfois en Vitus, d'après le terme latin vita « vie ».

### Variantes linguistiques
- français : Guy, Gui, Guion, Guiot[2]
- allemand : Veit, Guido
- anglais : Guy
- espagnol : Guido
- grec : Γουίδων (Gouídōn)
- hongrois : Guidó
- italien : Vito, Guido
- néerlandais : Guido
- catalan : Guiu
- occitan : Gui, Guiu, Guis[3]
- poitevin : Ghi/Gui
- polonais : Wit, Gwidon
- slovaque : Vít
- tchèque : Vít

- formes féminines françaises : Guiote, Guyonne[2], Guymette

## Fête et saint patron
Guy est fêté traditionnellement en Orient et en Occident le 15 juin (Vidovan) ; tout récemment en Occident le 12 juin, en mémoire de Guy, Modeste et Crescence, martyr à Milan au IIIe siècle.

### Bienheureuxetsaintschrétiens
- Saint Guy
- Bienheureux Guy
- Saint Guidon ou Guy d'Anderlecht (ca.950-1012)

## Histoire

### Souverains et noblesse
- Guy Ier
- Guy Carleton, baron
- Gui d'Amalfi, prince d'Amalfi (v.1065-1108)
- Guy Ier d'Auvergne (?-989)
- Guy II d'Auvergne, comte d'Auvergne de 1194 à 1222
- Guy Ier Besors XIIe s.
- Guy Ier de Campdavaine (?-1083)
- Guy Ier de Clermont de Nesle (?-1302)
- Guy II de Dampierre (?-1216)
- Guy Ier de Laval (v. 980/90-v. 1062)
- Guy II de Laval (?-ap. 1105)
- Guy III de Laval-Montmorency (1565-1590)
- Guy IV de Laval (?-entre 1180 et 1185)
- Guy IX de Laval (Guy IX de Montmorency-Laval) (vers 1270-1333)
- Guy Ier de Laval-Loué (?- 1388)
- Guy II de Laval-Loué (?-1484)
- Guy Ier de La Roche (duc d'Athènes) (?-1263)
- Guy Ier de Lévis (1180-1233)
- Guy de Lusignan, roi de Jérusalem.
- Guy Ier de Mâcon (vers 982-1004).
- Guy II de Mâcon.
- Guy de Mantoue, seigneur italien
- Guy II de Nesle (?-1352)
- Guy II de Pontailler (1335/1348-1392)
- Guy Ier de Ponthieu (?-1100).
- Guy II de Ponthieu (?-1147).
- Guy II de Châtillon, mort en 1172.
- Guy II de Saint-Pol (Guy III de Châtillon) (?-1226).
- Guy Ier de Spolète, marquis.
- Guy II de Spolète, marquis.
- Guy de Toscane, duc.
- Guy Ier de Thouars (1183-1242)
- Guy II de Thouars (1253-1308)

### Hommes d'église
- Guy, cardinal français créé en 1105
- Guy, cardinal français créé en 1145
- Guy, cardinal anglais créé en 1237
- Guy (évêque de Bayeux)
- Guy, évêque, 1283

### Autres personnalités
- Tous les articles commençant par « Guy (prénom) »

- Guy Bedos, humoriste français
- Guy Béart, chanteur français
- Guy Birenbaum, journaliste français
- Guy Courtois, porté par plusieurs personnalités
- Guy d'Arezzo, moine et musicien
- Guy Debord, écrivain français (1931-1994)
- Guy Degrenne, industriel français des Arts de la table
- Guy Drut, champion olympique français, homme politique
- Guy Fawkes, officier catholique anglais
  - Guy Fawkes Night, le 5 novembre (Fête nationale de l'Angleterre), commémorant la Conspiration des poudres
- Guy Forget, joueur de tennis français, dirigeant sportif
- Guy Johnson, peintre américain hyper-réaliste
- Guy Lagache, journaliste français
- Guy Lux, présentateur vedette de télévision
- Guy Marchand, acteur français
- Guy de Maupassant, écrivain français
- Guy Môquet, jeune militant communiste fusillé en 1941
- Guy Mollet (1905-1975), homme politique français, président du conseil en 1956-57
- Guy Montagné, artiste de variété français
- Guy Picquet du Boisguy, officier chouan.
- Guy Roux, dirigeant sportif
- Guy-Jean-Baptiste Target, juriste, académicien
- Guy Verhofstadt, ancien premier ministre belge
- Guy de Muyser, maréchal hre de la cour du grand-duc de Luxembourg, ambassadeur hre
- Guy Berryman, musicien écossais, bassiste du groupe anglais Coldplay
- Guy Legay, cuisinier Meilleur ouvrier de France
- Guy Parmelin, Conseiller fédéral et président de la Confédération Suisse en 2021

## Éponymes

### Surnoms dérivés
Plusieurs surnoms sont dérivés du prénom Guy. 
- Surnom hypocoristique : GuiGui.
- Sobriquets : Guitoun, Guitounette.

### Noms de famille dérivés
Plusieurs noms de familles sont dérivés du prénom Guy. 
- Cas sujet: Guitte, Vitte.
- Cas régime : Guitton, Guiton, Guion, Guyon, Vitton, Vuiton.
- Hypocoristiques : Guyet, Guyot, Guyonnet, Guyonneau, Guitel, Guittet, Vuitet.